# 斯拉吉·斯卡德尔
斯拉吉·斯卡德尔（1944年10月27日—1975年1月2日）是孟加拉国毛派革命家，东孟加拉无产阶级党创始人。

## 生平
斯卡德尔生于1944年10月27日，东孟加拉沙里亚德布尔县Bhedarganj Upazila。1959年通过Barisal Zilla学校的预科考试，1961年考入Barisal Brojomohun学院。1967年从东巴基斯坦工程技术大学（现孟加拉国工程技术大学）获得工程学学位。
当他还是学生时，他成为东巴基斯坦学生会的成员。1967年，他当选为学生会中央委员会副主席，并于当年晚些时候以工程师身份加入政府的C＆B部门。三个月后，他离开了自己的职位，开始在Teknaf Upazila创建一家名为Engineering Limited的私营公司。
1968年1月8日，斯卡德尔与志同道合的活动家一起组成了秘密组织东孟加拉工人运动，其目标是领导与现有共产主义组织的修正主义的斗争并形成革命共产党。这一倡议提出了一个论点，即东孟加拉是巴基斯坦的殖民地，社会上的主要矛盾一方面是官僚资产阶级与巴基斯坦封建主义者之间的矛盾，另一方面是东孟加拉人民之间的矛盾。只有独立斗争才能形成“独立、民主、和平、不结盟、进步”的东孟加拉人民共和国，也免于受到美帝国主义、苏联社会帝国主义和印度扩张主义压迫，可以带领社会走向社会主义和共产主义。1968年末，斯卡德尔辞职以在达卡设立毛泽东研究中心，但后来被巴基斯坦政府关闭。斯卡德尔成为达卡技术培训学院的讲师。
1971年孟加拉国独立战争期间，1971年6月3日，斯卡德尔在该国南部恰洛加蒂县的Bhimruly的Pearabagan地区，建立了东孟加拉无产阶级党，意识形态是马克思主义、列宁主义、毛泽东思想。在战争开始时，他去了巴里萨尔，并使其成为基地，以试图在其他地方发起革命。孟加拉国独立后，他转而反对谢赫·穆吉布·拉赫曼政府。1973年4月，他组建了东孟加拉解放阵线（Purba Banglar Jatiya Mukti Front）并向孟加拉国政府宣战。在其领导下的东孟加拉无产阶级党对警察局、放债人和地主进行了袭击。
1975年，政府情报机构在吉大港市哈利沙尔（Hali Shahr）逮捕斯卡德尔。1975年1月2日，他在从沙阿贾拉勒国际机场前往萨瓦尔的Rakkhi Bahini营的途中被警察杀害。